# Alpensonne

Alpensonne

Die Alpensonne (italienisch Sole delle Alpi) ist ein rundes Ornament, das aus sechs „Blütenblättern“ besteht, die ähnlich wie die zentrale Rosette der Blume des Lebens konstruiert sind, umgeben von einem Ring, der die Spitzen der Blütenblätter berührt und etwa so dick wie die Blütenblätter ist. Seit Mitte der 1990er Jahre dient eine grünfarbige Version als politisches Symbol für norditalienische Regionalisten und Separatisten, die Padanien als eigenständige politische Einheit in Norditalien ansehen. Das Symbol ist eine eingetragene Marke der Editoriale Nord Soc. Coop., A.R.L., Varese,  Herausgeber der Tageszeitung „La Padania“, der am 1. Dezember 2014 eingestellten Parteizeitung der Lega Nord. Das Symbol ist nach dem Vorbild von Ornamenten gestaltet, wie sie im norditalienischen Alpenraum an Hauswänden zu finden sind.